# 东海油气田问题
东海油气田问题指中國和日本雙方就开采东海油气田的争论。

## 背景
由于东海最宽处仅为三百六十海里，因此中日双方的专属经济区互相交叠。根据1982年《联合国海洋法公约》，如果各自主张200海里专属经济区，出现的重叠区域需涉及的沿海国家通过谈判解决。日本主张中日的专属经济区应按照中间线原则，以中日海岸中间线进行划分。中国主张应该按照《联合国海洋法公约》第77條的大陆架自然延伸原则，因为东海大陆架是中国大陆水下的自然延伸，因此中琉界沟才是中日专属经济区的分界线。中國也早已聲明不承認日方私設的中間線主張。
该争议海域有丰富的石油和天然气储备，中国和日本双方对该领域的能源开采出现了冲突。
中日政府虽然举行过几次谈判，讨论在东海资源谁属和开采问题，但却无法寻找到双方满意的解决方案。除了在划分领海界线问题上有分歧外，中国在2003年开始开发的靠近中间线中方一侧的春晓油田就快落成的消息让日本政府显得更焦急。中国外交部还多次表示，中国有关气田包括春晓气田的开发完全是在中国近海，而且这些近海也是与日方无争议的，是行使自己主权权利的正常活动。对于中日在东海划界问题上存在的分歧，中方一贯主张双方通过外交谈判加以解决。

## 歷史

### 日本發放開採權
2005年7月14日，日本經濟產業大臣中川昭一，正式宣佈批准帝國石油公司在東海海域的中國專屬經濟區試開採石油天然氣，試驗開採區域位於中國正在建設的“春曉油氣田”和“斷橋油氣田”南側水域的三個礦區。中川昭一強調，如果中國不立即停止在“中日中間線”中方一側的開採，日本就應盡快批准企業進行試開採，否則“中日中間線”東側的石油天然氣資源就會被中國的“春曉”和“斷橋”兩個油氣田以“吸管原理”吸走。他還聲稱，中國方面提出的聯合開發建議只是在爭取時間。
日本媒體稱，由於中國方面的“春曉”和“斷橋”油氣田2005年10月將開始生產，所以日本經濟產業省等有關方面十分著急，希望通過授予企業試開採權，表明日本確保資源的強硬姿態，從而牽制中國採掘油氣資源的行動。據悉，鑽一口試開採油氣井大約需要花費20億—40億日元，為保證試開採的順利進行，日本政府將為相關企業提供必要經費。但日本部分專家學者認為，從授予企業試開採權到實際試開採還有一定距離。日本企業一旦進入實際試開採階段，必會引起中國方面的強烈反對，很可能使自己陷入危險境地。增加協調溝通，以和平方式解決爭端才是上策。帝國公司負責人對外指出：“這一批准可讓公司在東海三個總面積為400平方公里地域勘探油田。”但該公司也有所顧慮。它在文告中表示：“開採石油或將是今後的事情，在行動以前，將向（日本）政府諮詢海上的安全問題。”
7月15日，中國外交部亞洲司司長崔天凱約見日本駐華使館公使渥美千尋，表示日方授予帝國石油公司在東海爭議海域的試開採權是對中國主權權益的嚴重挑釁和侵犯，也違反了《聯合國海洋法公約》的有關規定。中方對此表示強烈抗議。

### 中日共同開發
日本共同社在2008年6月16日報道說，5月份中國國家主席胡錦濤訪日時已經與日本首相福田康夫達成暫時擱置領土爭議，聯合開發東海油氣田共享收益的共識。6月18日，中國外交部發言人姜瑜正式證實這一消息：中日兩國就東海油氣田問題達成原則共識，除在東海選擇一個區塊進行共同開發外，日本企業還將依據中國法律參與合作開發春曉油氣田。

### 近期發展
2010年9月26日，日本新聞網報導，10艘中國海洋調查船在「中日海上中間線」中國一側的東海油氣田海域集結。海上自衛隊表示這些調查船沒有進入到日本專屬經濟區(EEZ)海域，但中國同時集結這麼多的海洋調查船，「是從來沒有過的事」。 日本海上保安廳調集了九州地區和沖繩的所有巡邏艦艇前往該地區實行警戒和監視，海上自衛隊也派出大量軍艦和警戒機對中國調查船和漁政船進行監視。
2013年11月25日，中國遼寧號航母擬通過東海和宮古海峽前往南海進行任務，日本防衛省預估艦隊將會經過日本沖繩本島與宮古島之間的宮古海峽。同時也不排除中國為宣示主權，讓艦隊駛近釣魚島列島附近海域，故日本航空自卫队和海上保安厅隨即加強警戒，分別派出电子侦察机和巡逻船集结在东经125度30分以东的空域和海面，對遼寧號行動實施監視。一名於該地捕魚的船長表示：「我們只要向東越過東經125度30分，日本的艦船和巡邏機就很快過來。這兩天就更不用說了，它們好像24小時盯著那裡一樣。」中國漁船船長林應寶亦説：“我們的漁船一到那個位置，日本的飛機幾分鐘就飛來了。」
2015年，日本方面发布《防卫白皮书》，又要求中國停止東海油氣田開發。

## 命名
日本经济产业省给东海三处天然气田起了日本名称，将春晓气田命名为“白桦”，将断桥气田和冷泉气田分别命名为“楠”和“桔梗”。日本经济产业相中川昭一2005年9月27日透露，对于中国现正在开发的东海“天外天”油气田，日本政府给其冠上了一个日本名，为（意为橡树）。